# Oldenlandia pinifolia
Oldenlandia pinifolia là một loài thực vật có hoa trong họ Thiến thảo. Loài này được (Wall. ex G.Don) Kuntze mô tả khoa học đầu tiên năm 1891.